# Frans Oort
Frans Oort (né le 17 juillet 1935) est un mathématicien néerlandais spécialisé en géométrie algébrique.

## Biographie
Oort étudie de 1952 à 1958 à l'Université de Leyde, où il obtient son diplôme avec une thèse sur les courbes elliptiques. Il obtient son doctorat en 1961 à Leyde de Willem Titus van Est et Jaap Murre avec la thèse Reducible and Multiple Algebraic Curves (Courbes algébriques réductibles et multiples) mais a auparavant étudié avec Jean-Pierre Serre à Paris et Aldo Andreotti (en) à Pise. Oort est à partir de 1961 à l'Université d'Amsterdam, où il devient professeur en 1967. En 1977, jusqu'à sa retraite en 2000, il est professeur à l'Université d'Utrecht.
Il est chercheur invité dans plusieurs institutions universitaires, dont l'Université Harvard (1966/67) et l'Université d'Aarhus (1972/73). En 2008, il est professeur Eilenberg à l'Université Columbia.
Il est le directeur de thèse de Bas Edixhoven, Michiel Hazewinkel, Aise Johan de Jong, Hendrik Lenstra et Joseph Steenbrink.
Les recherches d'Oort portent entre autres sur les variétés abéliennes et leurs modules. En 1994, il formule ce que l'on appelle aujourd'hui la conjecture d'André-Oort (généralisant une conjecture faite en 1989 par Yves André). En 2000, Oort prouve une conjecture faite par Grothendieck en 1970.
En 1962, Oort fait une courte contribution Courbes algébriques multiples au Congrès international des mathématiciens à Stockholm, mais n'est pas un conférencier invité. En 2011, il est élu membre de l'Academia Europaea. En juillet 2013, il donne une conférence au Congrès international des mathématiciens chinois à Taipei.
Oort auteur épouse l'auteure Marijke Harberts (1936–2020), dont il divorce .